# 寺内 (豊中市)
寺内（てらうち）は、大阪府豊中市の町丁。現行行政地名は寺内一丁目から寺内二丁目、及び東寺内町。本稿では寺内一丁目、寺内二丁目、及び東寺内町の3地区について述べる。

## 概要
豊中市中部東側の、吹田市側に突き出した地域である。国土地理院の衛生写真を見ると、1960年代まで田畑の点在する山林であったことが分かる。戦前から新興住宅地として開発されていた近隣の吹田市千里山よりも開発が遅く、かつ若竹町や江坂町のように古くからの集落もない地域であった。本格的に開発されたのは1970年の大阪万博前後であり、北大阪急行の延伸に伴い急速に宅地化が進み、現在地区内に田畑や山林はほとんどない。
地区の西端から北端西寄りにかけては大阪府道134号熊野大阪線によって服部緑地と接し、地区の北端中央部から、東端、及び南端にかけては吹田市と接する。地区内中央部には新御堂筋、及び北大阪急行電鉄が南北に走っており、寺内一丁目・二丁目地区と東寺内町地区を分断している。
寺内一丁目は寺内地区西部の南北に細長い地区であり、中高層の集合住宅が多く集積するほか、一丁目地区南端には服部緑地都市緑化植物園や観音寺が位置する。寺内二丁目は寺内地区中央部の南北に伸びた地区であり、集合住宅のほか、駿台予備学校大阪校や駿台観光＆外語ビジネス専門学校などの駿台グループ関連施設が点在する。二丁目地区南部には寺内地区の小学校として豊中市立寺内小学校が設置されている。また、寺内二丁目地区から東寺内町にかけての新御堂筋沿いにかけては、幹線道路のロードサイド型店舗が複数出店しているほか、東寺内町に設置されている緑地公園駅周辺は、同駅直結の駅ビルでもある緑地駅ビルを中核として、スーパーマーケットや書店、飲食店などの商業施設が見られる。
東寺内町は寺内地区のうち、新御堂筋より東に位置する地区であり、吹田市千里山地区と住宅地内で接している。豊中・吹田市境において、住宅地が完全に連続しているのはここだけである。集合住宅や戸建住宅などが密集するほか、北部には豊中市上水道局寺内配水池がある。また篤友会の千里山病院は、吹田市の地名を冠しているが東寺内町内にある。

## 歴史
- 1889年（明治22年）4月1日 - 町村制の施行により、同地域に設置されていた豊島郡寺内村は、近隣の小曽根村・浜村・長島村・北条村・石蓮寺村とともに小曽根村の一区画となる。
- 1947年（昭和22年）3月15日：小曽根村が豊中市に編入され、大阪府豊中市の一区画となる。
- 1975年（昭和50年） : 区画整理による住居表示が実施されたことで寺内より分離し、寺内一丁目、寺内二丁目、東寺内町が設置される。

## 由来
寺内という地名だが、日本で中世以来発達した寺内町の性質はなく、近代までほとんど集落と呼べるものがなかった地区である。また現在、地区内に目立った寺院もない。郷土史『小曽根百年』の「大字寺内と若竹町」には、地名からは寺内と石蓮寺村（現在の若竹町）のあたりに大きな寺があったことが偲ばれ、市も住吉神社の西のあたりを白鳳時代の石蓮寺跡として史跡に指定し標識を立てたとある。また『寺内みてあるき』（寺内小学校PTA作成）の「寺内の今と昔」には、現在の若竹町1丁目に天竺山石蓮寺（別名千軒寺）があり、寺内小学校西側にある岸龍山観音寺もその坊舎のひとつであったと思われるとの記載があるほか、白鳳時代のものと思われる平瓦や石仏が寺内遺跡から出土したことに触れている。このように何らかの寺院の寺領であったと推測されるが、史料に乏しく確証はない。

## 世帯数と人口
2024年（令和6年）6月1日現在（豊中市発表）の世帯数と人口は以下の通りである。
| 町丁       | 世帯数   | 人口   |
| ---------- | -------- | ------ |
| 寺内一丁目 | 1407世帯 | 3008人 |
| 寺内二丁目 | 1997世帯 | 3846人 |
| 東寺内町   | 1848世帯 | 3267人 |

## 校区
2022年（令和4年）4月現在、市立小・中学校に通う場合、校区は以下の通りとなる。中学校は北条小学校の校区内にあるため、寺内からは途中吹田市を通る形で20分程度の徒歩を要する。特に東寺内町は吹田市立第一中学校まで徒歩10分圏内であるが、十六中学校まで倍以上の時間をかけて通学することとなる。
| 番・番地等 | 小学校             | 中学校               |
| ---------- | ------------------ | -------------------- |
| 全域       | 豊中市立寺内小学校 | 豊中市立第十六中学校 |

## 事業所
2018年（平成30年）現在の経済センサス調査による事業所数と従業員数は以下の通りである。
| 町丁       | 事業所数  | 従業員数 |
| ---------- | --------- | -------- |
| 寺内一丁目 | 50事業所  | 484人    |
| 寺内二丁目 | 197事業所 | 1845人   |
| 東寺内町   | 84事業所  | 742人    |

## 主な施設
警察
- 大阪府警察豊中署 寺内交番

教育機関
- 中央工学校OSAKA
- 豊中市立寺内小学校
- 駿台予備学校大阪校
- 駿台観光＆外語ビジネス専門学校

郵便
- 豊中寺内郵便局

交通機関
北大阪急行電鉄南北線緑地公園駅
阪急バス緑地公園駅
阪急バス寺内一丁目
医療機関
- 篤友会千里山病院

## その他

### 日本郵便
- 郵便番号 : 561-0871（東寺内町）、561-0872（寺内一丁目・二丁目）[3]（集配局：豊中南郵便局[8]）。